# Dewi Sri

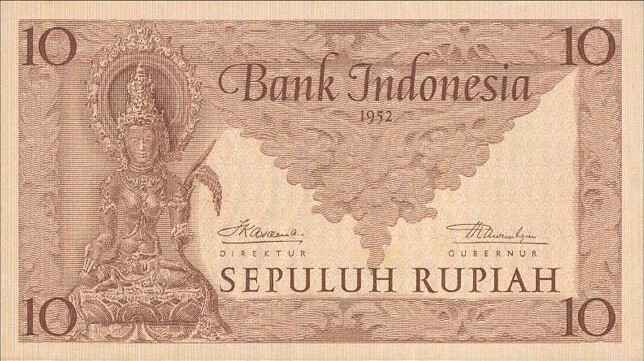
Billet de 10 rupiah de 1952 représentant une statue de Dewi Sri

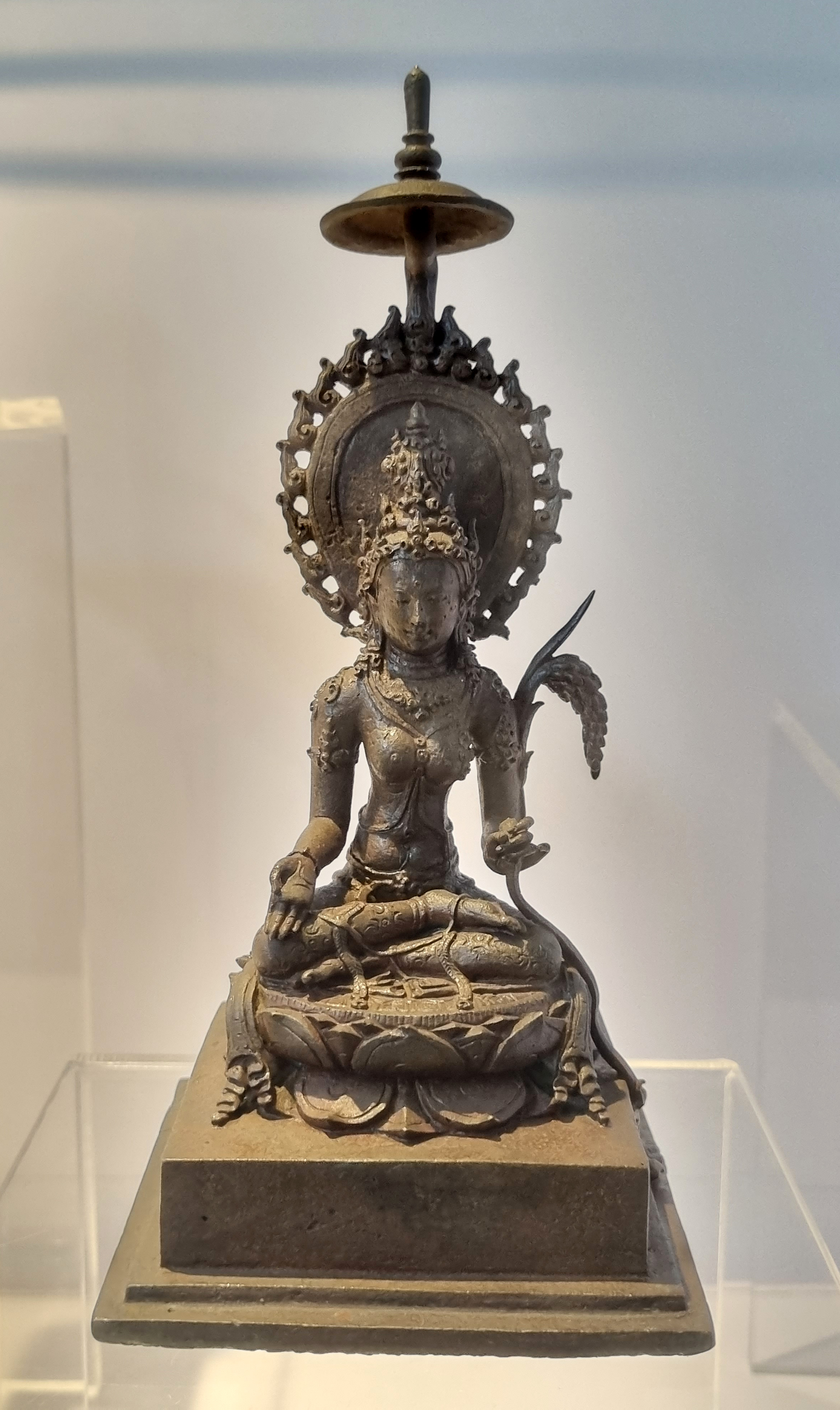
Statuette de bronze javanaise du IXe siècle ou Xe siècle représentant Dewi Sri, conservée au Musée Sonobudoyo à Yogyakarta.

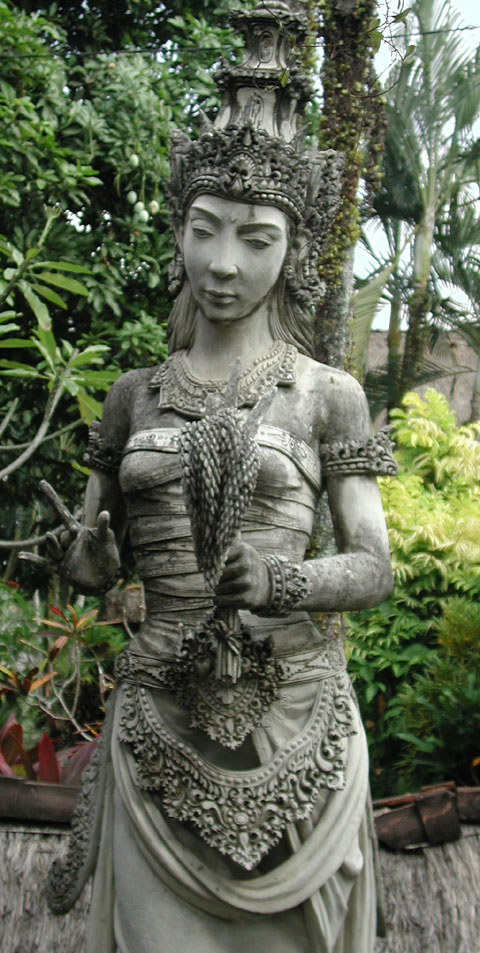
Statue moderne de Dewi Sri à Ubud, Bali

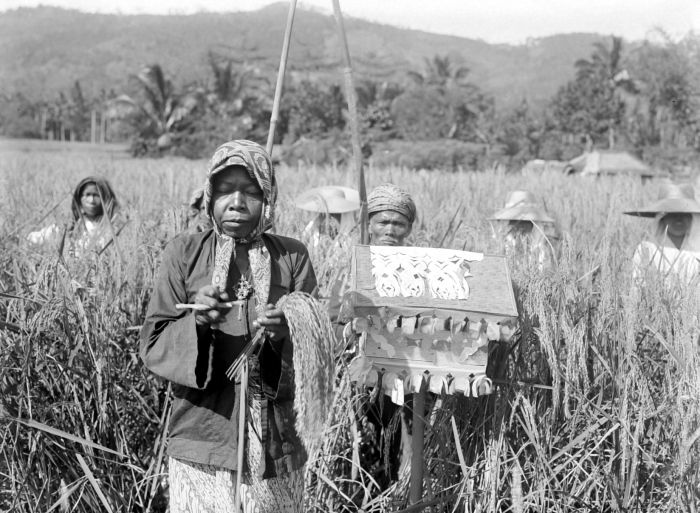
Rituel d'offrandes à Dewi Sri à Java (1930)

En Indonésie, Dewi Sri (ꦢꦺꦮꦶꦱꦿꦶ en javanais), "la déesse Sri", est la déesse de la fertilité et du riz. C'est un autre nom de Lakshmi (Sri ou Sri Devi), à laquelle elle sera associée lors de l'indianisation de l'Insulinde,.
À Java, la tradition exige qu'un coin de la maison, tenu secret, lui soit consacré.
Chez les Bugis du sud de l'île de Sulawesi, elle s'appelle Sangiang Serri, et est, dans l'épopée La Galigo, le premier enfant terrestre de Batara Guru, fils de Datu Patoto, la divinité suprême du panthéon bugis. Sangiang Serri meurt au bout de sept jours, est enterrée et renaît sous la forme du riz.